# 布林克利鎮區 (阿肯色州門羅縣)
布林克利鎮區（英語：Brinkley Township）是位於美國阿肯色州門羅縣的一個行政鎮區。

## 地方資料
布林克利鎮區的面積為84.00平方千米，當中陸地面積為82.32平方千米，而水域面積為1.68平方千米。根據2010年美國人口普查的數據，當地共有人口3509人，而人口密度為每平方千米41.77人。